# 4347 Reger
A 4347 Reger (ideiglenes jelöléssel 1988 PK2) a Naprendszer kisbolygóövében található aszteroida. Freimut Börngen fedezte fel 1988. augusztus 13-án.